# Brassó tartomány

Románia közigazgatási térképe (1950–1952)

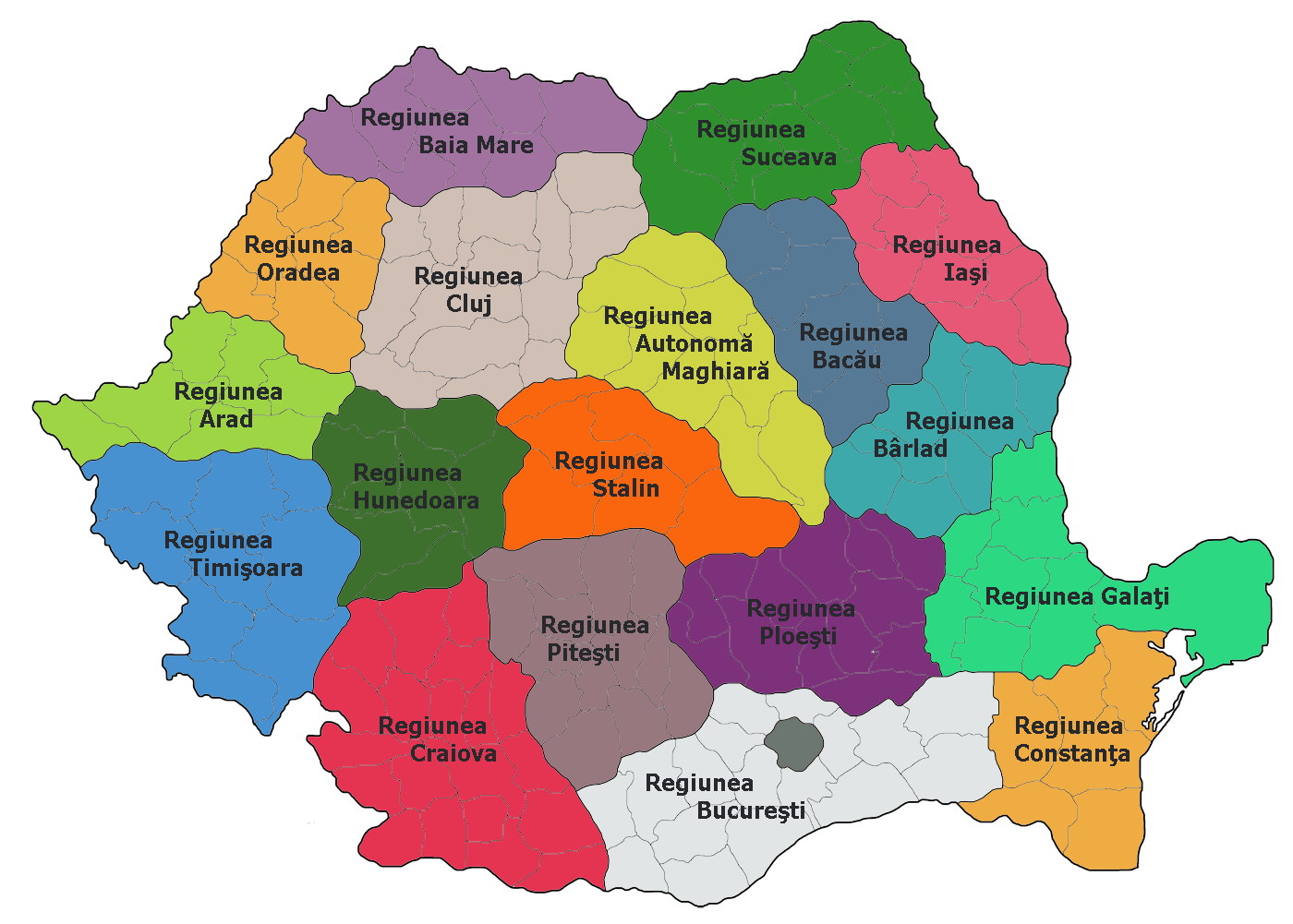
Románia közigazgatási térképe (1953)

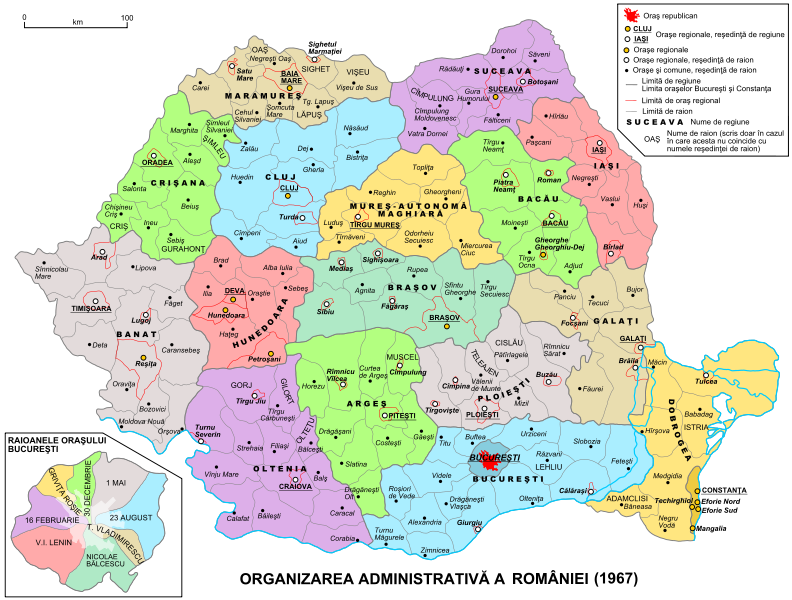
Románia közigazgatási térképe (1960-1968)

Brassó tartomány (románul Regiunea Braşov) a Román Népköztársaság egyik közigazgatási egysége volt, amelyet 1950-ben a szeptember 6-ikán kiadött 5. törvénnyel Sztálin tartomány néven, a korábbi megyék megszüntetésekor hoztak létre. Neve 1960-ban lett Brassó tartomány. A tartomány 1968-ig állt fenn, amikor a tartományokat megszüntették.

## Története
Az 1950. szeptember 6-i 5. törvénnyel a Román Népköztársaság területét 28 tartományra, városokra, rajonokra és községekre tagolták; ekkor hoztáők létre Sztálin tartományt, amelynek székhelye Sztálinváros volt. A tartományban a magyar lakosság volt többségben (61,8%).
Az 1952. szeptember 27-i 331-es rendelet a tartományok számát 16-ra csökkentette. Csík, Kézdi, Sepsi és Udvarhely rajonok átkerültek az újonnan létrehozott Magyar Autonóm Tartományhoz, Sztálin tartomány pedig megkapta Dicsőszentmárton, Fogaras, Nagyszeben, Segesvár, Szentágota rajonokat. 
A 12/1956-os rendelet a tartomány összetételét változatlanul hagyta, de a neve Brassó tartomány lett. A tartományban a magyar lakosság száma mintegy 100 000 volt.
A 2/1960-as törvénnyel végrehajtott alkotmánymódosítás, valamint a 3/1960-as törvénnyel bevezetetett közigazgatási reform során a Magyar Autonóm Tartomány déli rajonjait (Sepsi és Kézdi) Brassó tartományhoz csatolták.
Az 1968. február 16-án elfogadott 2/1968-as törvény a tartományok helyett 39 megyét jelölt ki.

## Szomszédai
- 1950-1952 között Sztálin tartomány keleten Bákó és Putna, délen Buzău, Prahova és Argeș, nyugaton Szeben, északon Maros tartományokkal volt határos.
- 1952-1960 között Sztálin tartomány északnyugaton Magyar Autonóm, délkeleten Ploiești, délen Pitești, nyugaton Hunyad, keleten Kolozs tartományokkal volt határos.
- 1960 és 1968 között Brassó tartomány keleten Bákó és Galați, délen Ploiești és Argeș, nyugaton Hunyad, északon Kolozs és Maros-Magyar Autonóm tartományokkal volt határos.

## Közigazgatási beosztása
- 1950–1952 között Sztálin tartomány Csík, Kézdi, Rákos, Sepsi, Sztálin, Udvarhely rajonokból állt.
- 1952–1960 között Sztálin tartomány Dicsőszentmárton, Feketehalom, Fogaras, Kőhalom, Medgyes, Nagyszeben, Segesvár, Szentágota rajonokból állt, illetve Medgyes, Nagyszeben és Sztálinváros tartományi alárendeltségű városokból.
- 1960 és 1968 Brassó tartomány között Fogaras, Kézdi, Kőhalom, Medgyes, Nagyszeben, Sepsiszentgyörgy, Segesvár, Szentágota rajonokból állt, illetve Brassó, Fogaras, Medgyes, Nagyszeben és Segesvár tartományi alárendeltségű városokból.

## Fordítás
- Ez a szócikk részben vagy egészben  a   Regiunea Braşov című román Wikipédia-szócikk ezen változatának fordításán alapul.  Az eredeti cikk szerkesztőit annak laptörténete sorolja fel. Ez a jelzés csupán a megfogalmazás eredetét és a szerzői jogokat jelzi, nem szolgál a cikkben szereplő információk forrásmegjelöléseként.
- Ez a szócikk részben vagy egészben  a   Regiunea Stalin című román Wikipédia-szócikk ezen változatának fordításán alapul.  Az eredeti cikk szerkesztőit annak laptörténete sorolja fel. Ez a jelzés csupán a megfogalmazás eredetét és a szerzői jogokat jelzi, nem szolgál a cikkben szereplő információk forrásmegjelöléseként.